# Empires and Dance
Albums de Simple Minds
Real to Real Cacophony
(1979) Sons and Fascination
(1981)
Empires and Dance est le troisième album studio des Simple Minds et le plus expérimental jusqu'alors. 

## Liste des titres
| No  | Titre                  | Durée |
| --- | ---------------------- | ----- |
| 1.  | I Travel               | 4:00  |
| 2.  | Today I Died Again     | 4:36  |
| 3.  | Celebrate              | 5:03  |
| 4.  | This Fear Of Gods      | 7:03  |
| 5.  | Capital City           | 6:15  |
| 6.  | Constantinople Line    | 4:43  |
| 7.  | Twist/Run/Repulsion    | 4:31  |
| 8.  | Thirty Frames A Second | 5:02  |
| 9.  | Kant-Kino              | 1:52  |
| 10. | Room                   | 2:28  |

Textes : Kerr. Musique : Simple Minds

## Simples extraits
- I Travel
- Celebrate

## Membres de la formation originale 1978-1981
- Jim Kerr - Voix
- Charlie Burchill - Guitares, Saxophone
- Michael MacNeil - Claviers
- Derek Forbes - Basse
- Brian McGee - Batterie

## Commentaires
Tears for Fears fera un échantillon de la chanson Today I Died Again en utilisant l'intro de batterie pour en faire un morceau expérimental Empire Building que l'on retrouve en face B du simple Mothers talk (1984) et dans la compilation Saturnine Martial & Lunatic (1996).